# 弗洛雅克-普若勒
弗洛雅克-普若勒（法語：Flaujac-Poujols，法語發音：[floʒak puʒɔl]）是法国洛特省的一个市镇，属于卡奥尔区。该市镇于1790-1794年由弗洛雅克（Flaujac）和普若勒（Poujols）合并而成。

## 地理
弗洛雅克-普若勒（44°24'21"N, 1°29'58"E）面积12.64 平方千米，位于法国奧克西塔尼大區洛特省，该省份为法国西南部内陆省份，北起顺时针与科雷兹省、康塔爾省、阿韦龙省、塔恩-加龙省、洛特-加龍省和多尔多涅省接壤。
与弗洛雅克-普若勒接壤的市镇（或旧市镇、城区）包括：阿尔康巴勒、欧若勒、卡奥尔、雪拉克、拉比尔加德、勒蒙塔。
弗洛雅克-普若勒的时区为UTC+01:00、UTC+02:00（夏令时）。

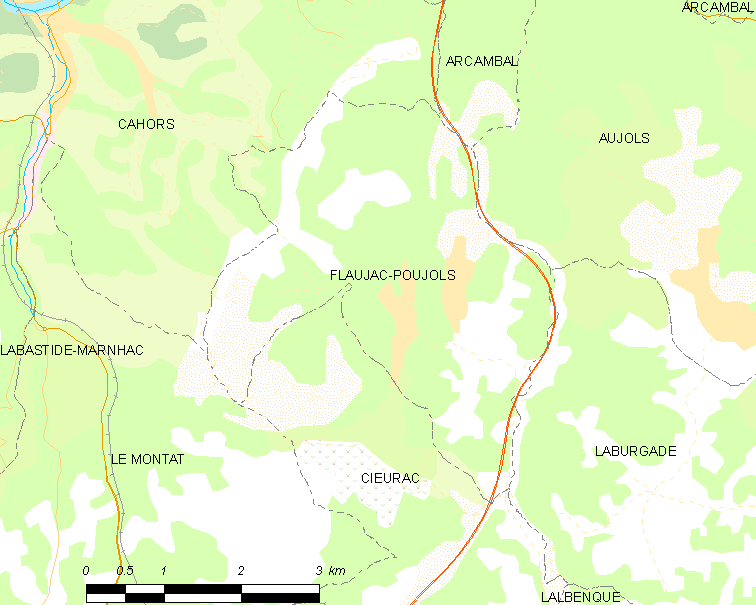
弗洛雅克-普若勒的OSM定位图

## 行政
弗洛雅克-普若勒的邮政编码为46090，INSEE市镇编码为46105。

## 政治
弗洛雅克-普若勒所属的省级选区为卡奥尔第三县。

## 人口

1962-2008年间弗洛雅克-普若勒人口变化图示

弗洛雅克-普若勒于2022年1月1日时的人口数量为805人。